# Бијељина
Бијељина је градско насеље, сједиште града Бијељине у Републици Српској, Босна и Херцеговина. На попису становништва 2013. године, Бијељина је према подацима Републичког завода за статистику Републике Српске имала 41.121 становника, а према подацима Агенције за статистику Босне и Херцеговине 42.278 становника.

## Географија
Бијељина се налази у сјевероисточном дијелу Републике Српске, на координатама 44°45′16″ сјеверно и 19°12′59″ источно, на 90 m надморске висине. То је, након Бање Луке, друго насеље по величини у Републици Српској и пето у Босни и Херцеговини. Смјештена је у равници Семберији и представља раскршће путева за Србију, Славонију и унутрашњост Босне и Херцеговине. Сматра се незваничним центром источног дијела Републике Српске с приближно 45.000 становника. Удаљена је 6 km (4 km) од границе са Србијом и 40 km (25 km) од Републике Хрватске. Будући да се налази у средишту плодне равнице, представља један од центара производње и трговине хране. Главнину производње чине житарице пшеница и кукуруз те поврће као купус, паприка и парадајз. Воћарство и сточарство су такође заступљени, али у мањој мјери. Бијељина је препознатљива по великом средишњем тргу.

### Клима
На климатске услове овог подручја највише утиче сјеверни перипанонски дио, који припада умјереноконтиненталном панонском појасу. Љета су топла, а зиме умјерено хладне, а просјечна годишња температура износи 10 °C. Средња јулска температура износи 22 °C, а јануарска –1 °C. Падавине су кроз годину углавном равномјерно распоређене, а најинтензивније су у периоду мај—јуни. Просјечно остварена количина падавина креће се од 1000 до 1100 mm/m².

## Историја
Најстарији пронађени трагови обитавања датирају из периода неолита — старчевачке културе, 5-4. миленијум старе ере. Важно раскршће културних утицаја у неолиту, бронзаном добу и касније.
Бијељина је била једно од средишта панонско-илирског устанка.
Међу значајне личности 19. вијека убрајају се Филип Вишњић и Иво од Семберије, кнез бијељинске нахије, чији ликови се налазе на грбу града Бијељине.
Иако се име „Бијељина” први пут помиње већ 1446. године, озваничено је тек 1918. године. Током владавине Аустроугарске град је носио име „Бјелина” а прије тога „Белина” и „Билина”.

### Праисторија и антика
Најстарији потврђени трагови живота људи на простору данашњег града Бијељине потичу из млађег каменог доба — неолита — старчевачке културе (5.000 — 3.000 година п. н. е.). Такође, пронађени су и материјални остаци из периода бронзаног и гвозденог доба. Највише налаза из ових периода праисторије пронађено је у атарима села Остојићево, Батковић, Главичице, Дворови, Којчиновац, Патковача и Тријешница. Карактеристике грнчарије, оруђа и оружја недвосмислено потврђују културне везе прастановника Семберије са винчанском неолитском културом, односно, са културама бронзаног доба — вучедолском, костолачком и баденском.
У Дворовима код Бијељине откривени су експонати с краја бронзаног доба. Пронађени предмети потичу из женског гроба, из седмог вијека старе ере. Ријеч је о гарнитури појасних окова и спиралних украса, ниски од ћилибарских перли и стаклене пасте. Ови археолошки налази везују се за производе тракијско-кимеријског културног краја, из периода Гласиначке културе, круга чији је центар био на простору данашње Румуније и Карпата, па чак можда и за древни народ Ските.
Археолошки налази из гвозденог доба везују се за долазак келтских племена, у предвечерје римских освајања (8-1. вијек п. н. е). У античком периоду (1-5. вијек нове ере) Семберија је, као и цијела Посавина, била дио римске провинције Паноније. Најзначајнија археолошка открића из римског периода налазе се на локалитетима Прекаје у Броцу (римска вила), Којчиновац (надгробни споменик), Велика Обарска (оловна плочица култне намјене са представом тзв. Подунавских коњаника), Амајлије (бронзана фигурина висине 13 cm), Модран (остава римског новца), Дијелови (двије камене скулптуре лавова), а откривени су и локалитети у Јањи, Дворовима, Батковићу и Патковачи. Негдје на простору Доњег Подриња (на једној од страна Дрине) налазило се римско насеље Ад Дринум (На Дрини), али још увијек није познато његово тачно мјесто.

### Стари Словени
Најстарији старословенски локалитет у Семберији налази се с обје стране Бистрика, између села Батковић и Остојићево и састоји се од четири мања локалитета (Јазбине, Орашчић, Градине и Челопек) који потичу из периода од 7. до 12. вијека. На локалитетима Јазбине и Орашчић пронађени су остаци насеља из 7-9., односно 10-12. вијека, са полуукопаним земуницама чији су зидови изграђени од шепера и набијене земље, док је најзначајнији налаз комплекс металуршких радионица на локалитету Челопек у којима се у 8. вијеку топило гвожђе и производиле гвоздене алатке о чему јасно свједочи налаз гусано-графитног лонца који се чува у Музеју Семберије у Бијељини. У то вријеме насеље на Бистрику, вјероватног назива Бистрица, било је без сумње центар жупе која је обухватала цијелу равницу прије него што је настала Бијељина.

### Средњи вијек
Прво помињање имена Бијељина губи се у далекој прошлости. У „Љетопису попа Дукљанина” помиње се једна побједа захумског кнеза Беле-Павлимира против Мађара „у равници Белина”. Ипак, због крајње непоузданости овог списа и бројних доказаних нетачности, данас се у науци сматра да је први сигуран помен насеља Бијељине онај од 3. марта 1446. када је овде опљачкан један дубровачки трговац од стране људи илочког бана. Документ на латинском језику о овом догађају чува се у Дубровачком архиву, у збирци Lamenta de foris, tom 20, pagina 71, који у преводу гласи:
„Дан 3. марта 1446.
Богиша Богмиловић пред господином Алојзом кнезом дубровачким подноси тужбу против Вучића Прибишевића и Вучића Угриновића и Радића Гучића и осталих људи илочког бана Осварта; изјављујући да су га они опљачкали у Биелини и одузели му: у роби, дукатима, сребру и сукну — 435 дуката и два коња са оружјем и његову одјећу и један сребрени послужавник.”
Поред овога, налази средњовјековних надгробних споменика са староћирилским натписима, приликом радова на обнови Атик џамије у центру Бијељине, бацају ново свјетло на прошлост овог краја у предтурском периоду. Иако ниједан споменик нема сигуран датум, палеографска анализа показује да су натписи настајали у дугом временском распону од друге половине 14. до средине 15. вијека, што значи да су неки подигнути и прије биљешке у Дубровачком архиву. Овим се још једном потврђује да је Бијељина у предтурском периоду била засебна жупа, а да је њено сједиште свакако било на мјесту гдје се налазила црква. Кроз ту жупу је пролазио пут који је водио из Подриња, тј. преко Сребренице, Кушлата, Зворника, Теочака и Бијељине према Митровици и Илоку. С тим главним путем овдје се састајао и пут који је водио од ријеке Босне тј. Добој града долином Спрече, затим преко Сребреника и Соли.
Средњи вијек у Семберији обиљежиле су сталне борбе за превласт у овим крајевима између владара Србије, Босне и Мађарске, као и ситнијих феудалаца. Из времена средњег вијека потиче најстарија грађевина у Семберији и један од симбола Бијељине — манастир Тавна, за који се вјерује да је задужбина синова краља Драгутина краља Владислава II и кнеза Уроша Немањића те да потиче с почетка 14. вијека.
Фрањевачки самостан Свете Марије, у пољима, у околини Бијељине помиње се 1514. године. Том раздобљу припадају тринаест стећака, од којих су два декорисана, а на четири се налазе фрагментарно читљиви написи. У засеоку Митровићима, село Горњи Драгаљевац, на два локалитета налазе се три стећка, од којих је један украшен мотивима биљне стилизације и представом животиње; као такав пренијет је на зграду драгаљевачке основне школе.

### Први српски устанак
Срби овог краја су искрено подржали Карађорђев устанак и буђење српског народа, али покушај ослобађања није имао успјеха. Највећи допринос у покушају ослобађања „прекодринских Срба” дали су чувене устаничке вође — Јаков Ненадовић, поп Лука Лазаревић, Стојан Чупић и поп Никола Смиљанић. Резултати ових акција у Семберији и околини били су рушење старог утврђења у Теочаку 1805. године, спаљивање Јање 1807. године, а 1809. године краткотрајно је била ослобођена Бијељина и готово цијела Семберија и Мајевица.
Почетком априла 1807. године Карађорђе је наредио да се прикупи ваљевска, шабачка и мачванска војска и упути у Босну. Стојану Чупићу је пало у удио да, са потребним снагама, заузме Јању и Бијељину и побуни околна села. Судећи по оскудним аустријским извјештајима, устаници су у Босни претрпјели знатне губитке. Чак је јављено да је Чупић погинуо, али та вијест није била тачна. Операције у источној Босни су настављене и касније, а за команданта српских трупа постављен је Јаков Ненадовић. Под његовом командом је био и Стојан Чупић који, са 1000 својих војника, половином априла продире дуж Саве, пали турска села и мобилише сав живаљ који је способан да носи оружје. Ипак, пред јачим и бројнијим турским снагама, устаници су се морали повући у Србију.
Ова тешка времена изњедрила су и двојицу најзнаменитијих великана овог краја: кнеза Ивана Кнежевића (1760—1840) као симбола српске племенитости, и Филипа Вишњића (1767—1834), најпознатијег српског гуслара. Као симболи Бијељине и Семберије, на великом грбу Града су представљени као чувари штита. У Првом српском устанку истакао се и Симо Катић (1783—1832) из Дворова који је био командант одбране границе од Бадовинаца до ушћа Дрине у Саву, а касније, за вријеме владавине кнеза Милоша Обреновића, помоћник старјешине Мачве. Чувени јунак је био и Зеко Буљубаша — Јован Глигоријевић (1770—1813) из Броца — „Српски Леонида” који је заједно са осталим „голаћима”, херојски погинуо у бици на Равњу, посљедњој бици Карађорђевог устанка.

### Босанско-херцеговачки устанак 1875-1878
Покушаји да се Бијељина ослободи у великом Босанско-херцеговачком устанку 1875-1878. године нису успјели. У јесен 1875. године покушао је да се из Србије у родни крај врати Јован Панић са 300 устаника, али је његов одред разбијен код Манастира Тавне. 1876. године српски ђенерал Ранко Алимпић је безуспјешно опсиједао Бијељину и тада су турске снаге у борби на Галцу потукле и одред италијанских добровољаца – гарибалдинаца.

### Аустроугарска окупација
Аустроугарска је управљала Бијељином од 1878. до 1918. године. Због много вишег степена развоја Дунавске монархије у односу на Турску, Босна и Херцеговина у те три деценије су доживјеле убрзан привредни напредак, који је довео до новог таласа буђења националне свијести. Пописом становништва 1879. године утврђено је да у Бијељини има 1.602 стамбена објекта и 6.090 становника. За то вријеме Бијељина је била велико насеље, пето по величини у Босни и Херцеговини. Вријеме aустро-угарске окупације је вријеме препорода Бијељине, када она почиње да добија обрисе савременог града. Увиђајући стратешки значај Бијељине у пограничном положају према Краљевини Србији власти су поклониле велику пажњу развоју насеља и његовом прилагођавању војним потребама. Указом Земаљске владе, Бијељина већ почетком 1879. године, међу првим општинама у БиХ, добија општински Статут.

### Први и Други свјетски рат
Први свјетски рат је донио нова страдања становништва Семберије од стране аустро-угарских власти због непрестаног сумњичења за сарадњу са Србима са друге стране Дрине. О ужасима тих дана, јунаштву Сембераца и њиховој непоколебљивој жељи да живе у слободи заједно са сународницима увјерљиво свједочи познати аустријски писац и новинар Егон Ервин Киш чија регимента је тада била смјештена у Бијељини. 1918. година је означила велики преокрет – након пробоја Солунског фронта и побједоносног похода српске војске, распала се Аустро-Угарска Монархија, а Семберију је први пут у савремено доба на дуже вријеме обасјала слобода.
Бијељински срез је у Краљевини СХС дио Тузланске области, а од 1929. Дринске бановине, са сједиштем у Сарајеву. Пољопривредна криза се пренијела и на град, чија је привреда била у стагнацији а занати опадали. Споменик краљу Петру I Карађорђевићу је откривен на Петровдан 1937. - срушен је 1941, обновљен 1993.
Током Другог свјетског рата, Бијељина се нашла у НДХ, у Великој жупи Посавје са сједиштем у Славонском Броду. У бијељинском срезу била је уведена пракса да се из сваке општине на чијој територији дође до устаничких немира побије по 50 сељака. На територији источне Босне, коју је до рата чинило 17 срезова, евидентирано је 731 веће и мање стратиште, на којима је у периоду 1941-1945, по првим послијератним истраживањима, страдало најмање 50.000 лица српске националности. Само на подручју 5 срезова: Бијељина, Зворник, Власеница, Сребреница и Рогатица, по првим извјештајима са терена из 1947. године, убијено је 22.000 Срба.

### Распад Југославије
Бијељина је током рата у Босни и Херцеговини била центар Српске аутономне области, САО Семберија и Мајевица, коју су организовале српске власти. Током и непосредно након тог рата извршене су значајне демографске промјене. Прије рата, главнину становништва у градском насељу је чинило муслиманско и српско становништво, а већину села су насељавали скоро искључиво Срби, осим села Јања. У првим данима априла 1992. године, паравојне снаге вођене Жељком Ражнатовићем „Арканом” су ушле у насеље, након чега је велики број несрпског становништва из њега насилно исељен. Током преузимања Бијељине почетком априла, најмање 48 Муслимана цивила је убијено. У исто вријеме су у Бијељину пристигле бројне избјеглице српске припадности из осталих дијелова Босне и Херцеговине који су били под муслиманском и хрватском влашћу, те се структура становништва значајно промијенила у корист Срба. На дан 13. марта 1993. срушено је неколико џамија, међу којима и Атик-џамија у центру града.
По завршетку рата, повратком једног дијела становништва порастао је број Муслимана у односу на Србе, али је већинско становништво остало српско.

## Архитектура
Најстарија јавна грађевина у Бијељини била је српска православна црква коју су порушили Турци османлије и на чијим су темељима изградили Атик џамију 1520. године као задужбина Сулејмана Величанственог или 1687—1891 као задужбина Сулејмана Другог, на што указују надгробни споменици пронађени приликом обнове Атик џамије послије Одбрамбено-отаџбинског рата; при ископавању темеља на којима се налазе ћирилични натписи. Други важан објекат је Црква светог Ђорђа, саграђена 1872. године. И трећа најстарија грађевина која потиче из 1876. године је зграда у којој се налази Музеј Семберије. Градски парк датира од 1892. Бијељина се може похвалити највећим етно комплексом у Републици Српској и шире, односно Етно селом Станишићи.

## Знаменитости
На главном тргу Бијељине, испред градске скупштине, налази се споменик Краљу Петру Карађорђевићу, реплика споменика подигнутог прије Другог свјетског рата. Освећење је обављено на свечаности на Петровдан 1937. године. Аутор оригиналног споменика је хрватски вајар Рудолф Валдец. Током Другог свјетског рата усташе су споменик склониле са трга и уништиле, а комунистичка власт је по завршетку рата одбила да га врати. Тек прве године рата у Босни и Херцеговини, 1992, реплика споменика је постављена на мјесто на коме се налазио и оригинални споменик, а на чијем мјесту је за вријеме СФРЈ био постављен споменик борцима НОР-а. Аутор реплике је академски вајар Зоран Јездимировић.

## Туризам

#### Етно Село „Станишићи”
На излазу из Бијељине, на трећем километру према Павловића мосту, налази се Етно Село „Станишићи”. Етно село „Станишићи”, изван садашњег времена и простора, враћа нас прецима и природи, и буди у нама дивљење према једноставности некадашњег начина живота. Овдје се одмарају очи и душа, човјек постаје племенитији, али и мудрији слушајући жуборење потока и рад воденице.
Етно Село „Станишићи” основано је 2003. године, захваљујући инспирацији Бориса Станишића. Више од неколико година он је путовао по српским селима средње Босне у потрази за старим кућама и предметима, који ће сачувати представу о једном времену и култури живљења са краја 19. и почетка 20. вијека. Резултат је аутентично планинско село усред семберске равнице.
У селу се данас издвајају двије цјелине. Једна приказује световни живот и изграђена је од дрвета. Чине је дрвене куће — брвнаре са покућством које им је вијековима припадало. Куће повезују поплочане камене стазе, а у центру села су два језера. Друга цјелина је духовног карактера и представљена је средњовјековном архитектуром грађеном у камену, која је у ствари скуп реплика историјског и религијског значаја.
Село чине воденице, мљекарник, ковачница, камени бунар, амбар и аутентичне дрвене куће, са приказом покућства и народних ношњи. Млин поточар је направљен 1937. године и још је у употреби као и воденица из 1917. године у којима се још увијек меље брашно за погачице које се служе у ресторану. Унутра се налази све што је млинару било потребно за боравак у њему за вријеме сезоне мљевења жита. Мљекарник је из 1948 године. То је зградица за прераду млијека и чување млијечних производа, са свим дрвеним посудама. Мљекарници су били добро провјетрени и чисти, а у њих су могле улазити само жене које су се тиме бавиле.
Куће припадају динарском типу, прављене су од дрвета и са високим кровом. То је мало апартманско насеље гдје су куће споља аутентичне, а ентеријер је прилагођен савременим потребама гостију. У једној од кућа смјештена је сувенирница која нуди производе старих заната и домаће радиности. У фази изградње је још неколико објеката у које ће бити смјештена ковачница, ткачница и грнчарска радионица. Сви објекти ове цјелине смјештени су у близини језера и потока који између њих вијуга, а повезани су стазама поплочаним каменом. Са извора стално дотиче чиста вода која је свуда по селу и својим током симболизује извор живота, постојање и трајање.
Духовна цјелина нас враћа још дубље у прошлост и сачињена је од реплика објеката са разних мјеста обиљежених православљем. Са световним дијелом села повезано је великим каменим мостом који је реплика Козје ћуприје из Сарајева. Преко њега се долази до Крстионице која је рађена по узору на малу цркву која постоји на Аљасци. У срцу ове цјелине је манастир Светог оца Николе, реплика манастира Куманице, задужбине Немањића и у њему су положене честице моштију Цара Уроша и Светог оца Николаја. Такође се налази кивот са честицама моштију Светог оца Николе. Поред манастира се налази манастирска кућа (конак) која представља изузетан примјерак средњовјековне градње.
У близини монашке куће, на језеру, налази се камени амфитеатар са 380 мјеста, предвиђен за културне манифестације под ведрим небом.

## Култура
У Бијељини ради Српско културно умјетничко друштво Семберија које његује фолклорну и музичку баштину српског народа и других народа који живе на простору бивше Југославије. У Бијељини такође ради и Српско културно умјетничко друштво „Велика Обарска”. Овде постоји Народна библиотека „Филип Вишњић” у Бијељини.

### Музеји
Бијељина има музеј Музеј Семберије који се налази у најстаријој згради у Бијељини а чији историјат је занимљив.
Поред стручног кадра Музеј располаже са четири изложбене сале површине по 105 m² и салом за повремене изложбе, у којима се налазе три сталне музејске поставке са цјелодневном и свакодневном отвореношћу.
Археолошка изложба се налази у приземљу музеја и обухвата материјалне остатке цивилизације од неолита до касног средњег вијека. Ту је смјештена највећа и најзначајнија колекција средњовјековних натписа у БиХ и шире са 23 ћирилична натписа на старословенском језику српске редакције.

### Школство
У средњем вијеку хришћани су се писму учили углавном у манастирима. Прва основна школа у Бијељини је отворена 1838. године. 1902. године ова школа је реновирана, додан је један спрат и још неколико учионица. У периоду између 1893. и 1895. године ту је као наставник радио Јован Дучић. Све до 1919. године школа је била смјештена у овој згради, када је предана на управу новоотвореној реалној гимназији.

#### Основе школе
Крајем Другог свјетског рата је промијењен школски систем, па је 1951. године отворена прва осмогодишња основна школа, а пет година иза тога и друга. Касније су отворене основне школе 1959. и 1966. године. Од 1953. године у граду постоји и основна музичка школа, у згради бивше Српске штедионице. Једна од школа је Основна школа Свети Сава (Бијељина).

#### Средње школе
Средње школе у Бијељини су сљедеће:
- Гимназија „Филип Вишњић”
- Музичка школа „Стеван Стојановић Мокрањац” (основна и средња)
- Пољопривредна и медицинска школа
- Техничка школа „Михајло Пупин”
- Економска школа

#### Високо школство
Од 1992. године, Бијељина има и установе за високо и више школовање. Током година су се отварали нови приватни и државни факултети, а данас функционишу сљедећи:
- Универзитет у Источном Сарајеву
  - Правни факултет
  - Факултет пословне економије
  - Педагошки факултет
  - Пољопривредни факултет
- Приватни универзитети
  - Универзитет Синергија
  - Слобомир П Универзитет
  - Универзитет „Апеирон”
  - Универзитет „Бијељина”

## Саобраћај
Од Бијељине води само једна пруга и то ка Шиду у Србији и није у функцији. Поред тога Бијељина има и авионско узлетиште.
Градски превоз повезује градско насеље са приградским насељима и саобраћа сваког дана према реду вожње. Градски превоз је у организацији ауто-превозника „Семберија транспорт”.

## Становништво
|                      | 2013.           | 1991.            | 1981.            | 1971.            |
| Укупно               | 42 278 (100,0%) | 36 414 (100,0%)  | 31 124 (100,0%)  | 24 761 (100,0%)  |
| Срби                 | 35 798 (84,67%) | 10 450 (28,70%)  | 7 866 (25,27%)   | 7 630 (30,81%)   |
| Бошњаци              | 4 469 (10,57%)  | 19 024 (52,24%)1 | 15 015 (48,24%)1 | 14 929 (60,29%)1 |
| Неизјашњени          | 502 (1,187%)    | –                | –                | –                |
| Роми                 | 338 (0,799%)    | –                | 976 (3,136%)     | 104 (0,420%)     |
| Хрвати               | 315 (0,745%)    | 366 (1,005%)     | 409 (1,314%)     | 677 (2,734%)     |
| Муслимани            | 260 (0,615%)    | –                | –                | –                |
| Остали               | 203 (0,480%)    | 3 122 (8,574%)   | 521 (1,674%)     | 349 (1,409%)     |
| Југословени          | 127 (0,300%)    | 3 452 (9,480%)   | 6 028 (19,37%)   | 637 (2,573%)     |
| Босанци              | 98 (0,232%)     | –                | –                | –                |
| Православци          | 61 (0,144%)     | –                | –                | –                |
| Непознато            | 35 (0,083%)     | –                | –                | –                |
| Црногорци            | 29 (0,069%)     | –                | 60 (0,193%)      | 71 (0,287%)      |
| Македонци            | 14 (0,033%)     | –                | 64 (0,206%)      | 63 (0,254%)      |
| Словенци             | 11 (0,026%)     | –                | 17 (0,055%)      | 20 (0,081%)      |
| Босанци и Херцеговци | 10 (0,024%)     | –                | –                | –                |
| Албанци              | 8 (0,019%)      | –                | 144 (0,463%)     | 237 (0,957%)     |
| Мађари               | –               | –                | 24 (0,077%)      | 44 (0,178%)      |

1. 1 На пописима од 1971. до 1991. Бошњаци су пописивани углавном као Муслимани.

|             | \| Демографија[26] \| Демографија[26] \| Демографија[26] \| \| Година \| Становника \| Становника \| \| --------------- \| --------------- \| --------------- \| \| 1879. \| 34.479 \| \| \| 1885. \| 38.455 \| \| \| 1895. \| 47.468 \| \| \| 1910. \| 58.002 \| \| \| 1921. \| 58.142 \| \| \| 1931. \| 78.602 \| \| \| 1948. \| 12.660 \| \| \| 1953. \| 14.303 \| \| \| 1961. \| 17.340 \| \| \| 1971. \| 24.761 \| \| \| 1981. \| 31.124 \| \| \| 1991. \| 36.187 \| \| \| 2013. \| 41.121 \| \| |            |
| Демографија | |            |
| Година      | Становника | Становника |
| 1879.       | 34.479 |            |
| 1885.       | 38.455 |            |
| 1895.       | 47.468 |            |
| 1910.       | 58.002 |            |
| 1921.       | 58.142 |            |
| 1931.       | 78.602 |            |
| 1948.       | 12.660 |            |
| 1953.       | 14.303 |            |
| 1961.       | 17.340 |            |
| 1971.       | 24.761 |            |
| 1981.       | 31.124 |            |
| 1991.       | 36.187 |            |
| 2013.       | 41.121 |            |

Током рата у БиХ муслиманско становништво је прогнано из Бијељине, односно Републике Српске, док је велики број Срба из Федерације Босне и Херцеговине и Хрватске био прогнан у Бијељину, односно Републику Српску. На тај начин је Бијељина одиграла значајну улогу за српске избјеглице, највише из Сарајева, Тузле, и Зенице и других крајева Федерације Босне и Херцеговине. У току овог рата број становника Бијељине је порастао за 20-30%.

## Познате личности
Сљедеће познате личности су рођене у Бијељини:
- Иван Кнежевић, кнез Иво од Семберије
- Филип Вишњић, народни пјевач, гуслар
- Родољуб Чолаковић, народни херој Југославије
- Миле Давидовић, најуспешнији српски сликар наивац
- Нихад Хрустанбеговић, композитор и маестро на класичној хармоници
- Хамес Хаим Пинто, сликар
- Бранимир Бајић, фудбалер
- Бранислав Ивковић, политичар
- Горан Јелисић, хашки осуђеник
- Дејан Мијач, позоришни режисер
- Драгиша Шарић, кошаркаш
- Звонимир Вучковић, официр ЈВуО
- Лука Јовић, фудбалер
- Алија Алијагић, комунистички револуционар
- Милош Бојанић, пјевач народне музике
- Мићо Мићић, начелник општине
- Мирза Бегић, кошаркаш
- Мирослав Миловановић, политичар
- Мориц Романо, учесник НОР-а
- Родољуб Роки Вуловић, пјевач, текстописац
- Саво Милошевић, фудбалер
- Светозар Самуровић, сликар
- Стјепан Тонковић, сликар
- Фадил Јахић Шпанац, народни херој Југославије
- Френки, репер
- Љиљана Рикић, филантроп, носилац ордена Крст милосрђа
- Љубиша Петровић, градоначелник Бијељине

## Галерија
- Зграда административне службе града Бијељина
- Споменик Краљу Петру I Карађорђевићу
- Споменик борцима ВРС у центру града
- Православна црква у Бијељини